# Neubau (Bischbrunn)
Neubau ist ein Gemeindeteil der Gemeinde Bischbrunn im unterfränkischen Landkreis Main-Spessart in Bayern.

## Geographie
Das Forsthaus Neubau liegt im Spessart in einer Exklave im Fürstlich Löwensteinschen Park. Die Einöde befindet sich auf einer Lichtung auf dem nach Südosten Richtung Karlshöhe gestreckten Gipfelgrat der Bauhöhe zwischen Hafenlohr und Heinrichsbach.

## Geschichte
Neubau wurde als Klosterhof bereits 1540 in einer Urkunde genannt. Im Jahr 1594 wurden vom Hochstift Würzburg Ausgaben „zur Erbauung des neuen Forsthauses im Speßhardt“ verzeichnet. Um Weideland zu schaffen, wurde der Platz um den Neubau zur Rodungsfläche erklärt.